# Manon Genest
Manon Genest, (29 de diciembre de 1992) es una atleta paralímpica y ex paratriatleta francesa , campeona mundial de paratriatlón en 2016. En atletismo, fue seleccionada para los Juegos Paralímpicos de verano de 2020 en salto de longitud y ganó una medalla de bronce en los campeonatos mundiales de 2023, así como en los Juegos Paralímpicos de verano de 2024.

## Biografía
Deportista desde su infancia en Châteauroux,practicó natación en el club Enfants de Neptune de Châteauroux, luego en el Nautic-Club castel roussin,comenzó a correr en la escuela secundaria militar de Saint-Cyr. Tras un accidente de tráfico en 2015 que la dejó parcialmente hemipléjica en el lado izquierdo, se lanzó al triatlón como desafío para superar sus límites. Licenciada en el club Chessy Triathlon, en 2016 se proclamó campeona de Francia  y luego campeona del mundo de paratriatlón.
En octubre del 2016, después de obtener su diploma de ingeniería en el Centro INSA Val de Loire, donde fue estudiante practicante y estudio en Disneyland París,además de un Trofeo de la Esperanza del Comité Olímpico y Deportivo Departamental de Seine-et-Marne. Se trasladó a Lyon donde trabajó en el ámbito de la seguridad y la salud en el trabajo para el Estado Mayor del ejército.Luego dedica de 15 a 20 horas semanales a su práctica deportiva, llegando a ganar con su madre el trofeo “Madre-Hijas” de La Parisienne de 2015 a 2017.
Después de ganar varias competiciones de triatlón en 2016 y 2017, Manon Genest se unió en enero del 2018 al Club de Triatlón Châteauroux Métropole 36.
Practicando también el atletismo, se proclamó campeona de Francia en los 400  m batiendo el récord de Francia en 1 minuto y  5 segundos, y vicecampeona en los 200 m y 400 m en el Campeonato de Europa. Luego de alcanzar la mínima durante el Campeonato Mundial de Para atletismo en Dubai en 2019 donde obtuvo el sexto lugar en los 400 metros y el cuarto en salto de longitud con 4,30 m, fue seleccionada para los Juegos Paralímpicos de 2020.
En diciembre del 2019, fue nombrada estrella deportiva del año. En 2020, es campeona de Francia en 200 metros en salto de longitud en su categoría. En junio de 2021, ganó la medalla de plata en la prueba de salto de longitud T37 en el Campeonato de Europa de Para atletismo en Bydgoszcz, Polonia, superando su marca personal con 4,51 m. Quince días después, ganó una medalla de bronce en los 100 m batiendo su récord con 14 s 81 y una medalla de oro en salto de longitud en el campeonato francés de deportes para discapacitados en junio de 2021 en Albi con un salto de 4,43 m. Quedó cuarta en los Juegos Paralímpicos de Verano de 2020 en agosto con un salto 4,40 m.
Habiendo sido madre de una niña en 2022, encontró dificultades para volver al deporte de alto nivel después de dar a luz y se organizó en particular para conciliar la lactancia materna con su entrenamiento. Entrenada por Wilfried Krantz, se proclamó campeona de Francia en salto de longitud T37 en 2023 con 4,42 m, su mejor resultado de la temporada. En julio se convirtió en la primera medallista francesa del campeonato mundial de atletismo para discapacitados de 2023 en París, al obtener la medalla de bronce en salto de longitud T37, tras batir dos veces su mejor marca personal, con un primer salto de 4,72 m y luego un salto final de 4,76 m.
Clasificada para las pruebas de salto de longitud de los Juegos Paralímpicos de París en 2024, participó en un evento de promoción de estos Juegos en octubre de 2023 junto al presidente de la República, Emmanuel Macron. Ganó el título de campeona de Francia T37 en Albi en julio de 2024 con un salto de 4,59 m.
El 1 de septiembre de 2024, ganó la medalla de bronce en la competición de salto de longitud T37 en los Juegos Paralímpicos de París en 2024, igualando la mejor actuación de su temporada, con 4,59 m.